# Pearls of Passion
Pearls of Passion è il primo album in studio del duo pop svedese Roxette, pubblicato nel 1986.

## Descrizione
Pearls of Passion venne pubblicato, nel 1986, solo in Scandinavia ed in Canada.
Una versione demo del brano So Far Away, in lingua svedese, dal titolo Som I En Dröm., è stata pubblicata da Per Gessle, nel 1992, all'interno del cofanetto "På Väg".

### Edizioni
Nel 1987 l'album Pearls of Passion è stato stampato in Svezia anche su CD.
Nel 1997 l'album è stato riedito in CD a livello internazionale con delle bonus tracks e reintitolato Pearls of Passion - The First Album.
Nel 2009 Pearls of Passion è stato ristampato anche dalla Capitol.

## Tracce
1. Soul Deep - 3:36
2. Secrets That She Keeps - 3:40
3. Goodbye To You - 3:59
4. I Call Your Name - 3:35
5. Surrender - 4:19
6. Voices - 4:41
7. Neverending Love - 3:26
8. Call Of The Wild - 4:28
9. Joy Of A Toy - 3:02
10. From One Heart To Another - 4:07
11. Like Lovers Do - 3:21
12. So Far Away - 5:15
13. Pearls of Passion - 3:33
14. It Must Have Been Love (Christmas For The Broken-Hearted) - 4:48
15. Turn To Me - 2:57
16. Neverending Love [Tits & Ass demo / 1986] - 2:44
17. Secrets That She Keeps [Tits & Ass demo / 1986] - 2:53
18. I Call Your Name [Montezuma Demo / 26.07.86] - 3:02
19. Neverending Love [Frank Mono-Mix / 1987] - 3:18
20. I Call Your Name [Frank Mono-Mix / 1987] - 3:21

- le canzoni 13-20 sono 8 bonus tracks, chiamate sul retro di copertine Xtra Trax, presenti nella riedizione di Pearls of Passion - "The First Album".
- Nel 2009 le canzoni dalla 1 all 12, la 16 e 17, secondo il sito ufficiale, sono state pubblicate per una versione rimasterizzata dell'album, insieme alle canzoni 18, 19 e 20, che sono reperibili tramite ITunes.

## Singoli
- Neverending Love:

1. Neverending love
2. Neverending Love (Love Mix)

- Goodbye To You:

1. Goodbye To You
2. So Far Away

- Soul Deep:

1. Soul Deep (7" remix)
2. Pearls of Passion

- I Call Your Name:

1. I Call Your Name (7" remix)
2. Surrender

## Formazione

### Gruppo
- Marie Fredriksson - voce
- Per Gessle - voce, chitarra solista

### Altri musicisti
- Jonas Isacsson - chitarra ritmica
- Clarence Öfwerman - tastiere
- Tommy Cassemar - basso
- Pelle Alsing - batteria

## Crediti
Prodotto e arrangiato da Clarence Öfwerman
Tutte le canzoni pubblicate da Jimmy Fun Music, tranne
"From One Heart To Another": Sweden Music AB,

"Voices" e "Turn To Me": Shock the Music/Jimmy Fun Music, e

"Soul Deep": Happy Accident Music